# Pohřebiště italských panovníků

Znak Italského království

Znak Italského království v době napoleonské okupace

Toto je seznam pohřebišť panovníků spojeného Italského království, které existovalo v letech 1861 až 1946 (za panování Savojských, z jejichž řad již v letech 1713 až 1720 pocházeli také králové sicilští a 1720 až 1861 sardinsko-piemontští). Rodinné hroby se nacházejí v bazilice di Superga v Turíně a od sjednocení Itálie v římském Pantheonu.

## Seznam pohřebišť
| Jméno                             | Doba života | Místo pohřbení                                                                              |
| --------------------------------- | ----------- | ------------------------------------------------------------------------------------------- |
| král Viktor Amadeus II.           | 1666–1732   | Bazilika di Superga v Turíně                                                                |
| Anna Marie Orleánská              | 1669–1728   | Bazilika di Superga v Turíně                                                                |
| Anna Canalis di Cumiana           | 1680–1769   | Bazilika di Superga v Turíně                                                                |
| král Karel Emanuel III.           | 1701–1773   | Bazilika di Superga v Turíně                                                                |
| Kristýna Sulzbašská               | 1704–1723   | Původně v katedrále sv. Jana Křtitele, od roku 1786 v bazilice di Superga v Turíně          |
| Polyxena Hesensko-Rotenburská     | 1706–1735   | Původně v katedrále sv. Jana Křtitele, od roku 1786 v bazilice di Superga v Turíně          |
| Alžběta Tereza Lotrinská          | 1711–1741   | Původně v katedrále sv. Jana Křtitele, od roku 1786 v bazilice di Superga v Turíně          |
| král Viktor Amadeus III.          | 1726–1796   | Bazilika di Superga v Turíně                                                                |
| Marie Antonie Španělská           | 1729–1785   | Bazilika di Superga v Turíně                                                                |
| král Karel Emanuel IV.            | 1751–1819   | Jezuitský kostel Il Gesù v Římě                                                             |
| Clothilde Francouzská             | 1759–1802   | Sta. Catarina e Chiaia v Neapoli                                                            |
| král Viktor Emanuel I.            | 1751–1819   | Bazilika di Superga v Turíně                                                                |
| Marie Terezie Rakouská-Este       | 1773–1832   | Bazilika di Superga v Turíně                                                                |
| král Karel Felix                  | 1765–1831   | Cisterciácký klášter Hautecombe u St-Pierre-de-Curtille, Savojsko, Rhône-Alpes              |
| Marie Kristýna Neapolsko-Sicilská | 1779–1849   | Cisterciácký klášter Hautecombe u St-Pierre-de-Curtille, Savojsko, Rhône-Alpes              |
| král Karel Albert                 | 1798–1849   | Bazilika di Superga v Turíně                                                                |
| Marie Tereza Toskánská            | 1801–1855   | Bazilika di Superga v Turíně                                                                |
| král Viktor Emanuel II.           | 1820–1878   | Pantheon v Římě                                                                             |
| Adléta Rakouská                   | 1822–1855   | Bazilika di Superga v Turíně                                                                |
| Rosa Vercellana                   | 1833–1885   | Původně v S. Matteo v Pise, od roku 1885 v mauzoleu „Bela Rosin“ u zámku Mirafiori v Turíně |
| král Umberto I.                   | 1844–1900   | Pantheon v Římě                                                                             |
| Markéta Savojská                  | 1851–1926   | Pantheon v Římě                                                                             |
| král Viktor Emanuel III.          | 1869–1947   | Katedrála svaté Kateřiny v Alexandrii, Egypt                                                |
| Elena Černohorská                 | 1873–1952   | Hřbitov Saint-Lazare v Montpellieru, Hérault, Languedoc-Roussillon                          |
| král Umberto II.                  | 1904–1983   | Cisterciácký klášter Hautecombe u St-Pierre-de-Curtille, Savojsko, Rhône-Alpes              |
| Marie Josefa Belgická             | 1906–2001   | Cisterciácký klášter Hautecombe u St-Pierre-de-Curtille, Savojsko, Rhône-Alpes              |